# IC 3716
IC 3716 је појединачна звијезда у сазвјежђу Дјевица која се налази на листи објеката дубоког неба у Индекс каталогу.
Деклинација објекта је + 8° 6' 7" а ректасцензија 12h 44m 45,1s.